# Fiat 124
De Fiat 124 was een middenklassemodel van de Italiaanse autofabrikant FIAT.

## Geschiedenis
Nadat de auto in 1966 was geïntroduceerd, werd hij in 1967 verkozen tot auto van het jaar. Qua styling lijkt de auto het meest op drie dozen (ook wel 3-box construction genoemd). De auto werd geprezen voor zijn ruime interieur, moderne wielophanging, schijfremmen rondom en lichtgewicht constructie.
De auto werd aangedreven door een viercilindermotor van 1,2 liter met onderliggende nokkenas, die 60 (later 65) pk leverde. Het blad Road & Track prees de acceleratie in vergelijking met auto's in de klasse 1800 tot 2000 cc. Na een paar jaar voegde Fiat 1,4- en 1,6-liter versies toe, in enkele varianten ook met bovenliggende nokkenas.
Naast de sedan kwamen er ook een stationwagen (Familiale), coupé en een sportieve open versie, de Sport Spider. Een op het oog iets verlengde versie, die Fiat de 125 noemde, werd in 1967 geïntroduceerd; dit was echter een totaal andere auto.
Hoewel de auto tijdens zijn presentatie technisch vernieuwend was, zullen de meeste mensen in de 124 de Lada 1200 herkennen. Er zijn ook weinig 124's overgebleven.
In 1974 nam de 131 de fakkel over en stopte de productie van de 124 sedan.

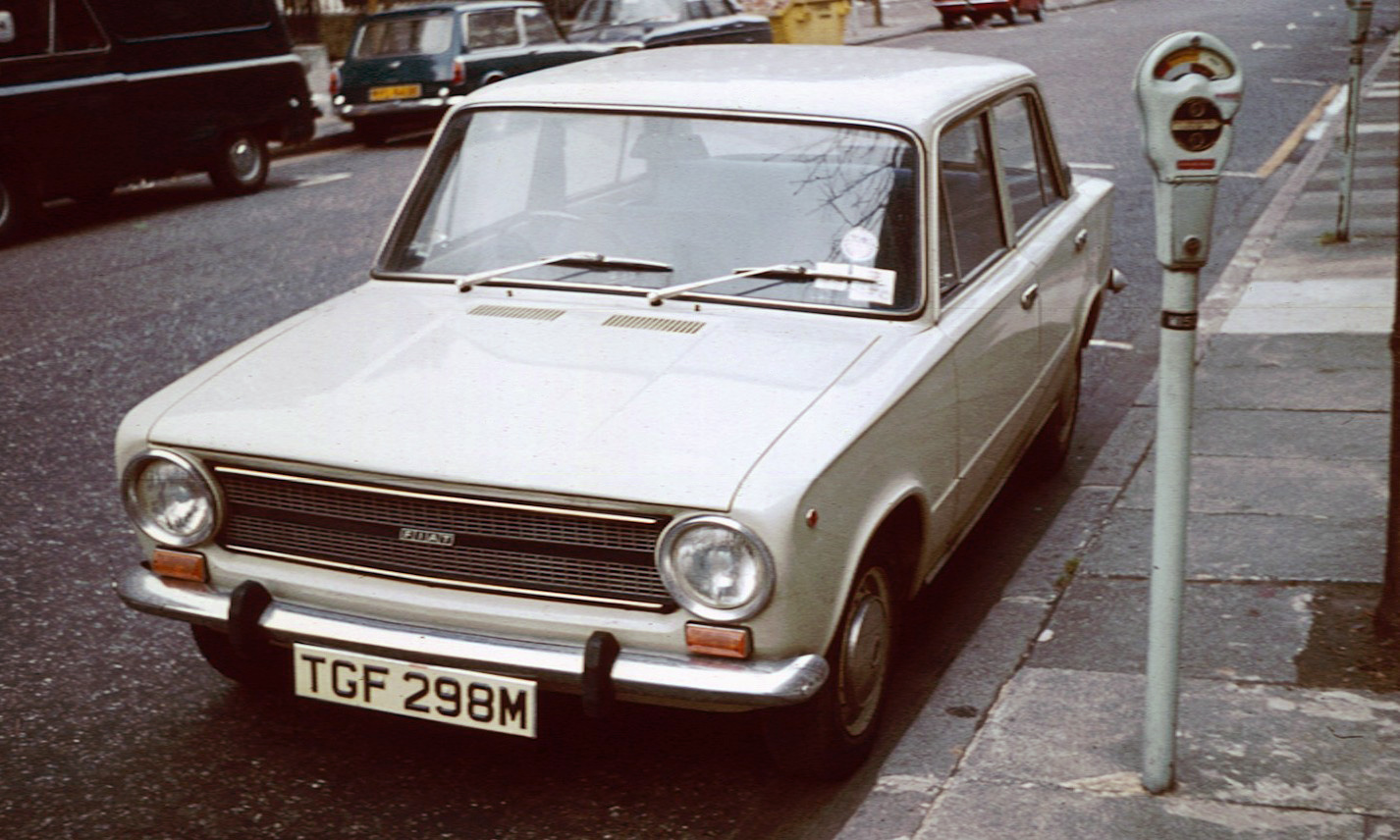
Fiat 124 (1972-1975)
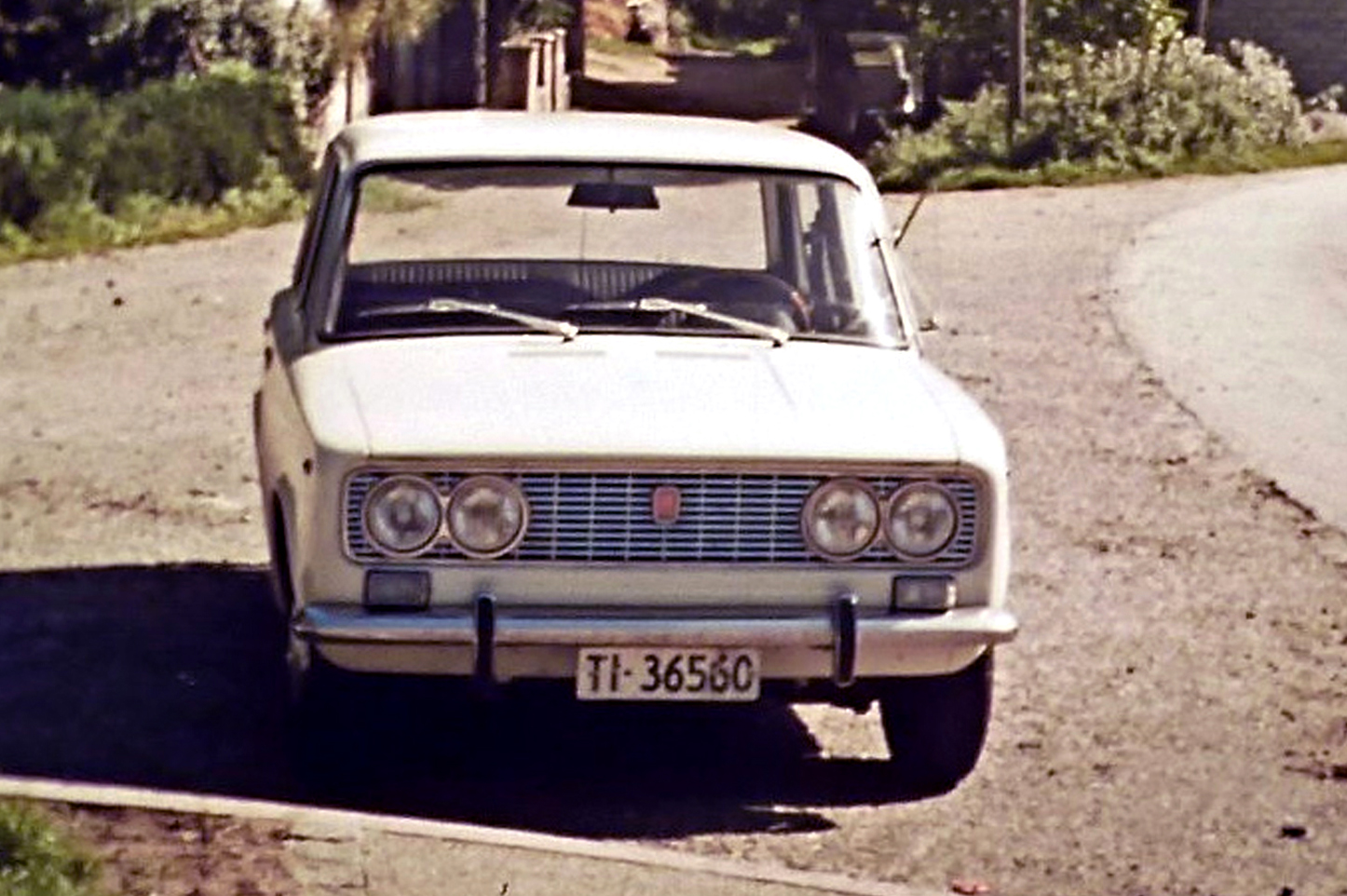
Fiat 124 S
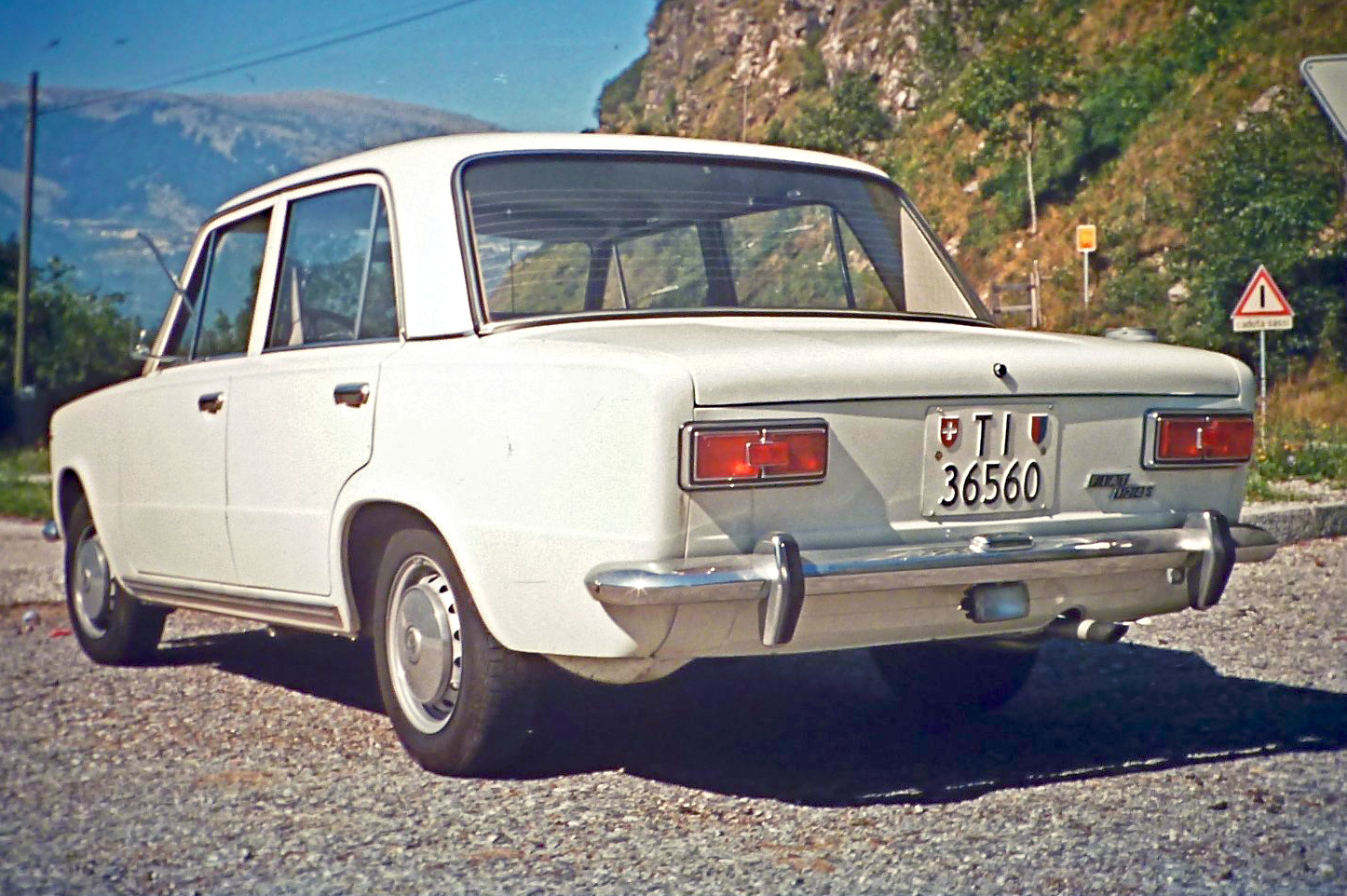
Fiat 124 S, achterzijde
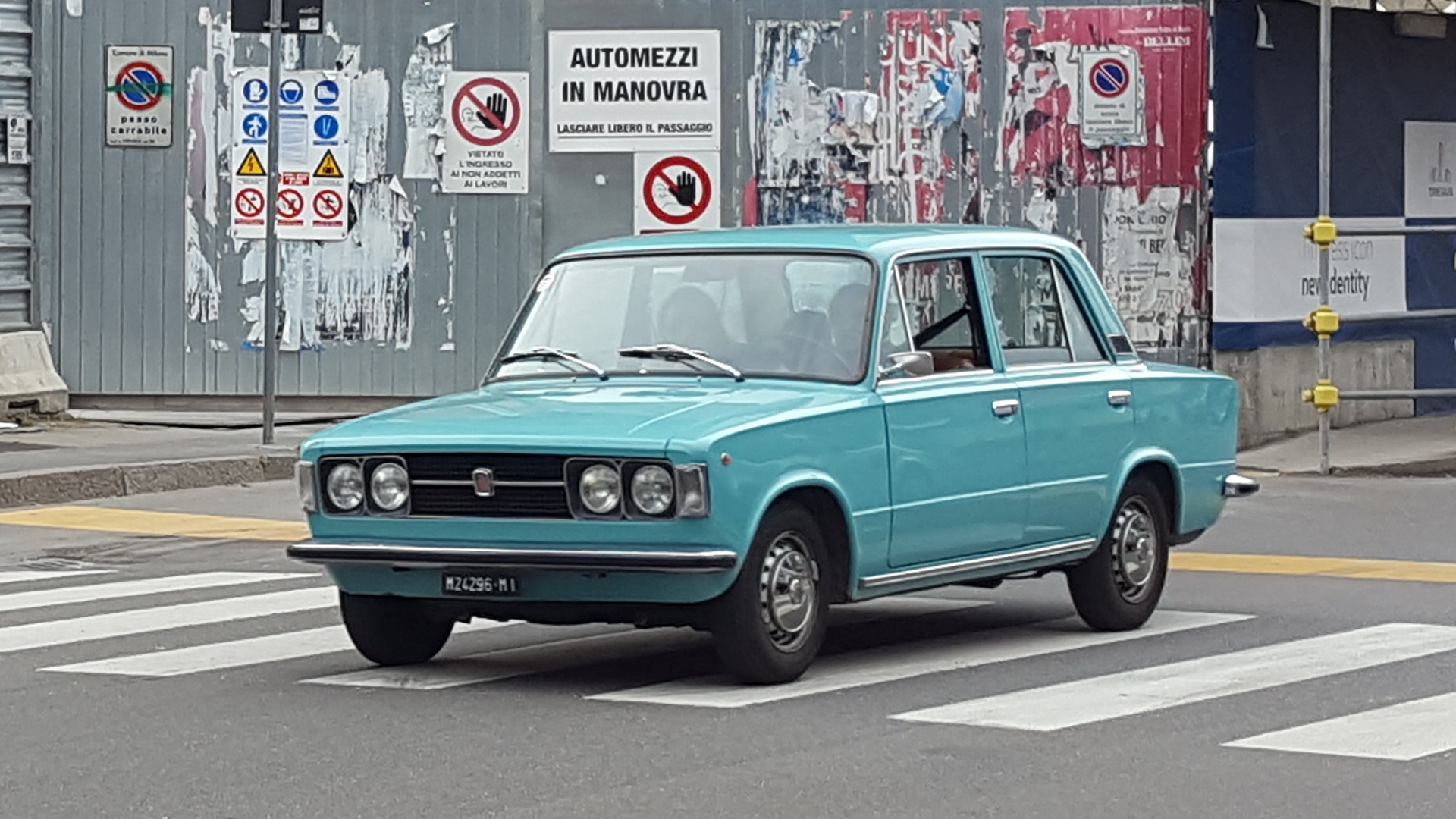
Fiat 124 S 2de/3de serie
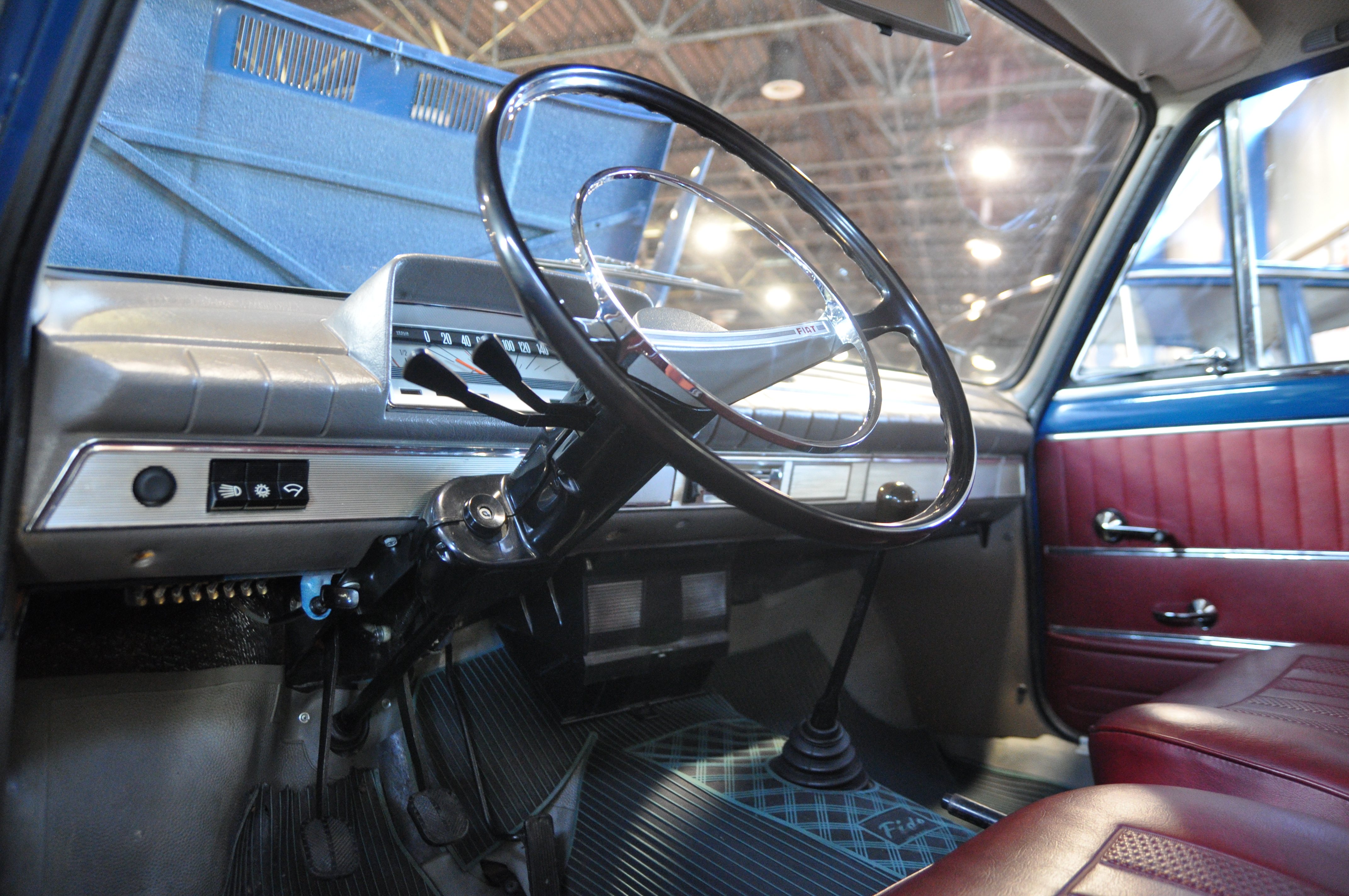
Interieur Fiat 124
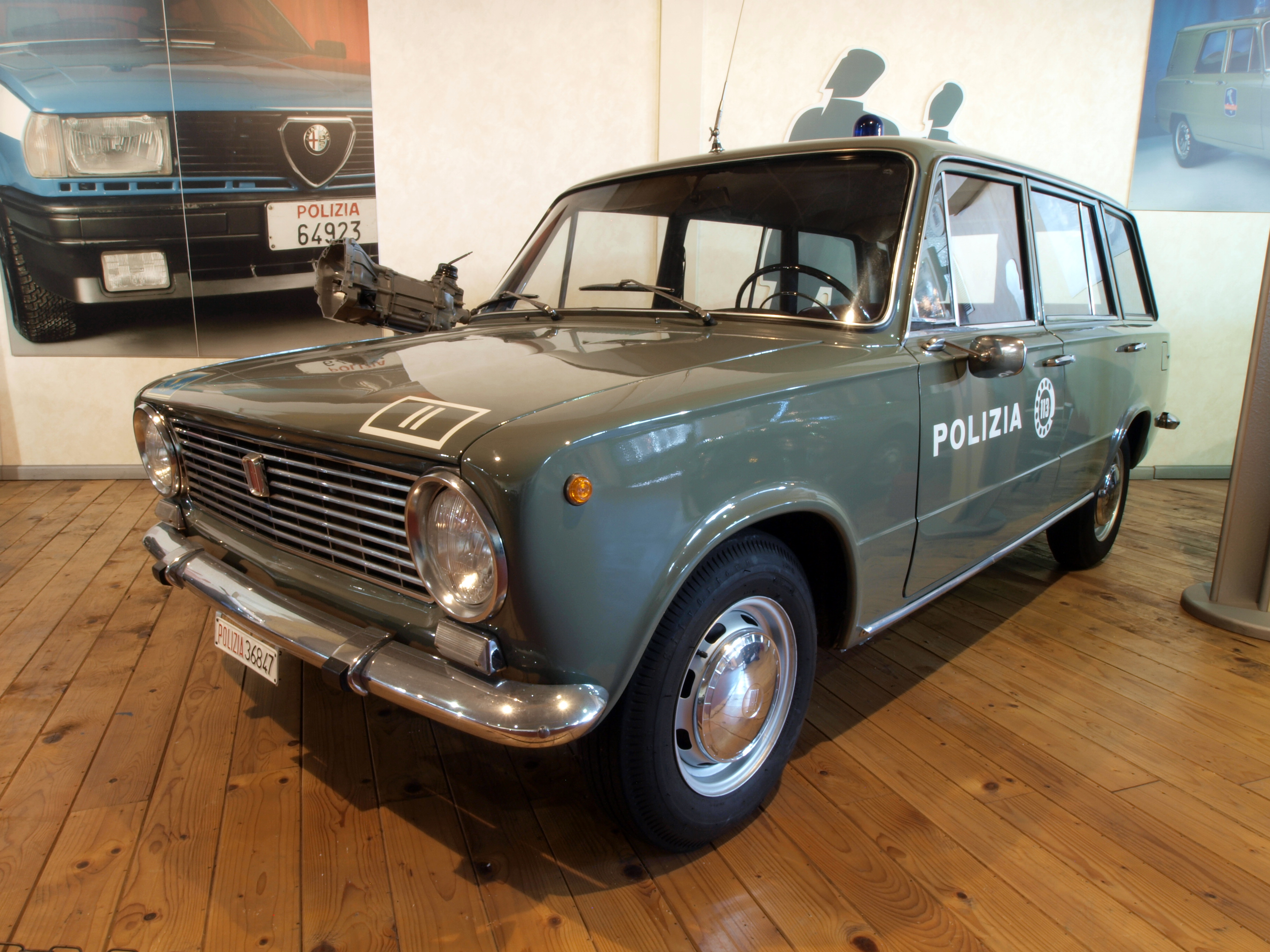
Fiat 124 Familiale
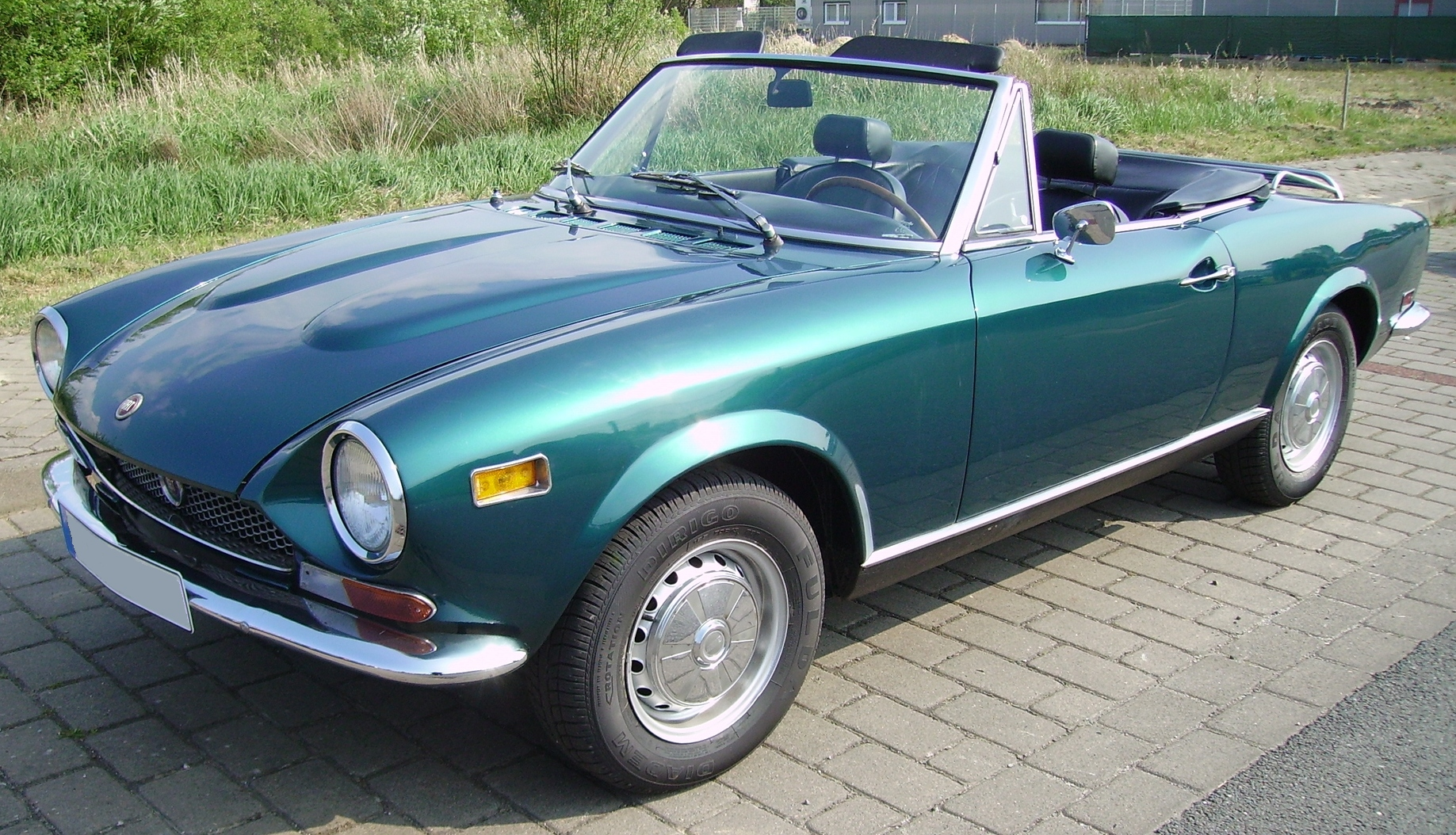
Fiat 124 Sport Spider
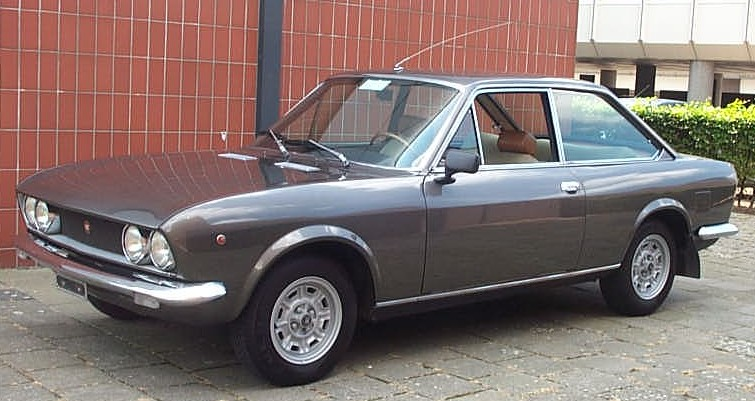
Fiat 124 Coupé

## Licentie
De Fiat 124 werd veel in licentie gebouwd:
- Sovjet-Unie: Lada 1200 (VAZ 2101)
- Spanje: Seat 124 en Seat 1430
- India: Premier 118 NE
- Bulgarije: Pirin-Fiat 124 (CKD-kit)
- Turkije: Tofaş Murat 124

De Lada heeft als enige model een eigen motor en is ook qua carrosseriebouw niet echt een 'kopie'.

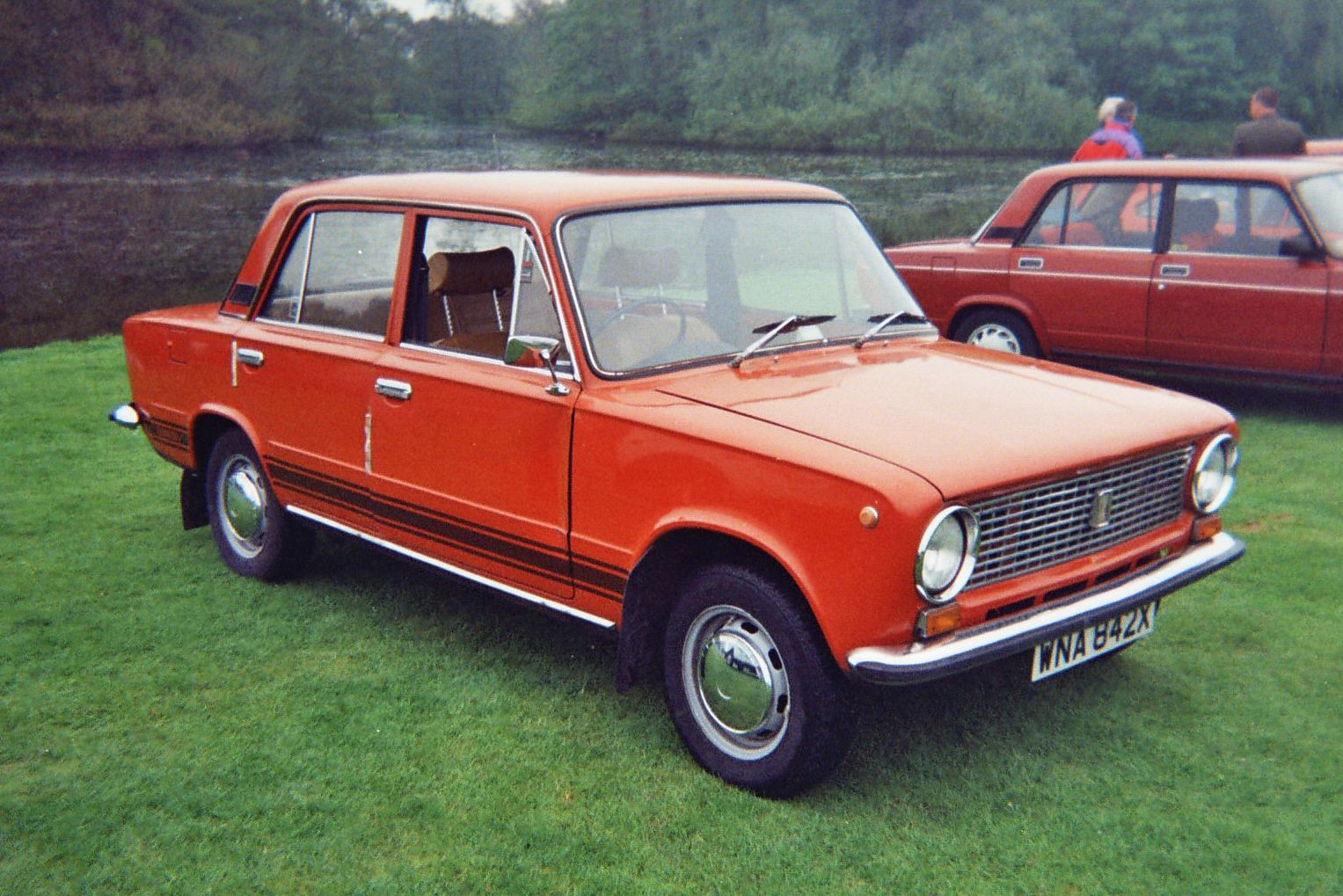
Lada 1200
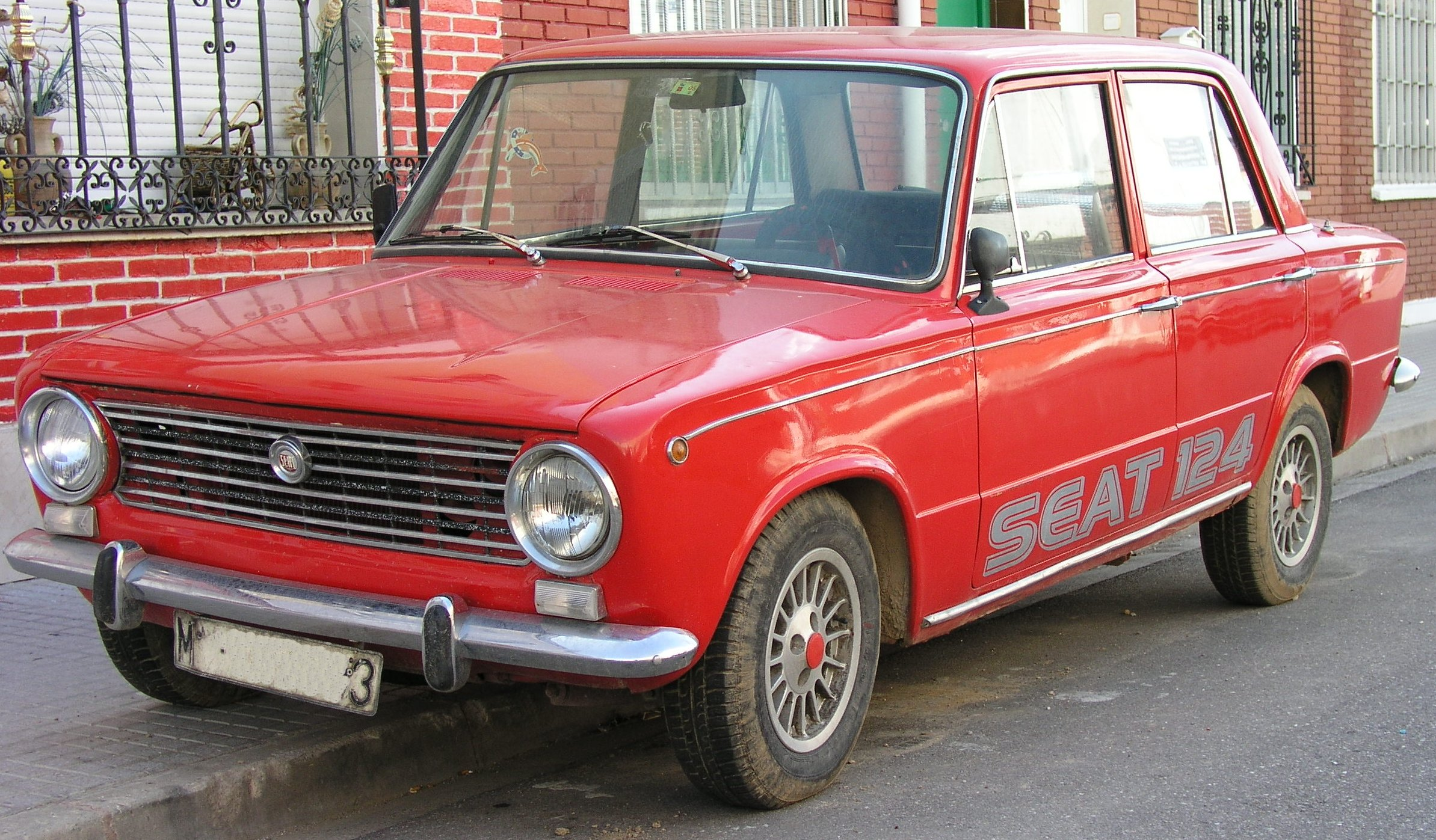
Seat 124
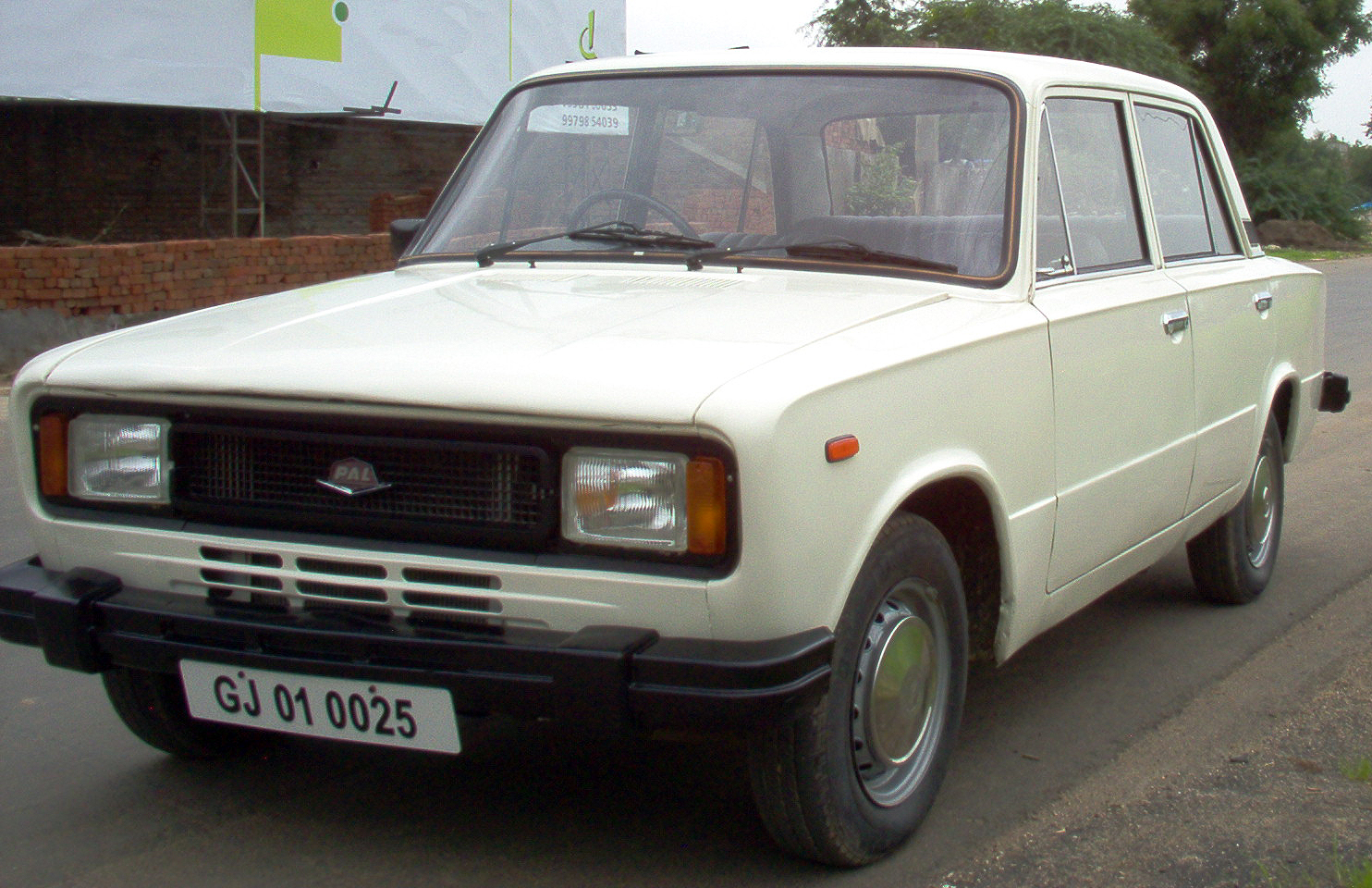
Premier 118 NE

Huidige modellen: 
124 Spider ·
500 ·
500e ·
500L ·
500X ·
600 ·
Aegea ·
Argo ·
Cronos · 
Doblò · 
Ducato ·
Fiorino ·
Fullback ·
Linea ·
Palio · 
Panda · 
Punto · 
Qubo ·
Scudo · 
Siena ·
Strada ·
Tipo · 
Ulysse
Historische modellen na de Tweede Wereldoorlog: 
124 · 
125 · 
126 · 
127 · 
128 · 
130 · 
131 · 
132 · 
133 · 
147 · 
148 · 
242 ·
500 ·
600 · 
600 Multipla · 
850 · 
1100 · 
1200 · 
1300/1500 · 
1400/1900 · 
1800/2100 · 
2300 · 
Albea ·
Argenta · 
Barchetta · 
Bianchina ·
Bravo · 
Brío · 
Campagnola · 
Cinquecento · 
Coupé · 
Croma · 
Dino · 
Duna · 
Elba ·
Fiorino ·
Freemont ·
Grande Punto ·
Idea ·
Marea · 
Marengo · 
Mod 5 · 
Multipla · 
Oggi · 
Panorama · 
Penny · 
Prêmio · 
Regata · 
Ritmo · 
Sedici ·
Seicento · 
Spazio · 
Stilo ·
Talento · 
Tempra · 
Tipo · 
Turbina · 
Uno · 
Vivace · 
X1/9
Historische modellen voor de Tweede Wereldoorlog: 
1 · 
1T · 
10 HP · 
12 HP · 
24 HP · 
2B Torpedo · 
4 HP · 
501 · 
502 · 
503 · 
505/507 · 
508 · 
509 · 
510/512 · 
514 · 
515 · 
518 · 
519 · 
520 · 
521 · 
522 · 
524 · 
525 · 
527 · 
60 HP · 
70 · 
801 · 
1100 · 
1500 · 
2800 · 
Brevetti · 
Laundolet · 
Modello O · 
Tipo 2 · 
Tipo Torpedo · 
Topolino · 
Zero